# Poa labillardierei
Poa labillardierei är en gräsart som beskrevs av Ernst Gottlieb von Steudel. Poa labillardierei ingår i släktet gröen, och familjen gräs. Inga underarter finns listade i Catalogue of Life.